# Agrochola gratiosa
Agrochola gratiosa is een vlinder uit de familie uilen (Noctuidae). De wetenschappelijke naam is voor het eerst geldig gepubliceerd in 1882 door Staudinger.
De soort komt voor in Europa.